# Squeeze
Squeeze är smärtor och blödningar som man kan uppleva vid dykning till följd av tryckförändringar. Människan har vissa gasfyllda hålrum i sin kropp som påverkas av dessa förändringar i det omgivande trycket. Känsligast är öronen och bihålorna, men även lungor, tänder och andra ställen i kroppen kan påverkas.
Vid ökande tryck komprimeras luften i hålrummen och vävnader trycks in, vilket upplevs som obehagligt eller rentav smärtsamt. För att det inte ska bli obehagligt måste trycket i hålrummet bli lika stort som det omgivande trycket. Detta sker genom att luft tillförs hålrummet, s.k. tryckutjämning.
Det är långtifrån vanligt att luftfickor förekommer i tänderna, men det kan inträffa vid dåliga lagningar. Dessa luftfickor kan inte tryckutjämnas, men kan förebyggas genom regelbundna undersökningar hos tandläkaren.
Lungorna påverkas vanligtvis inte av squeeze, eftersom de är stora och flexibla. Vid dykning tryckutjämnas lungorna automatiskt genom den kontinuerliga andningen. Det finns en teoretisk möjlighet att få lungsqueeze om man fridyker med tomma lungor ett par meter eller fridyker mycket långt ner med fulla lungor.
Vid dykning måste även masken och torrdräkten tryckutjämnas.